# Weston (Staffordshire)
Weston – wieś w Anglii, w hrabstwie Staffordshire, w dystrykcie Lichfield. Leży 7 km na północny wschód od miasta Stafford i 198 km na północny zachód od Londynu.